# Podnoszenie ciężarów na Letnich Igrzyskach Olimpijskich Młodzieży 2010 – kategoria poniżej 85 kilogramów chłopców
Zawody chłopców w kategorii poniżej 85 kilogramów w podnoszeniu ciężarów na Letnich Igrzyskach Olimpijskich Młodzieży 2010 odbyły się 18 sierpnia w Toa Payoh Sports Hall w Singapurze.

## Wyniki
| Rk | Zawodnik           | Grupa | Waga ciała | Rwanie (kg) | Rwanie (kg) | Rwanie (kg) | Rwanie (kg) | Podrzut (kg) | Podrzut (kg) | Podrzut (kg) | Podrzut (kg) | Razem (kg) |
| Rk | Zawodnik           | Grupa | Waga ciała | 1           | 2           | 3           | Rezultat    | 1            | 2            | 3            | Rezultat     | Razem (kg) |
| -- | ------------------ | ----- | ---------- | ----------- | ----------- | ----------- | ----------- | ------------ | ------------ | ------------ | ------------ | ---------- |
|    | Georgi Szikow      | A     | 84.34      | 142         | 148         | 152         | 152         | 175          | 180          | 183          | 183          | 335        |
|    | Aleksiej Kosow     | A     | 81.32      | 150         | 150         | 154         | 154         | 175          | 180          | 180          | 180          | 334        |
|    | Konstantin Rewa    | A     | 84.68      | 140         | 140         | 145         | 145         | 170          | 175          | 191          | 175          | 320        |
| 4  | Aliaksandr Wenskel | A     | 83.88      | 130         | 137         | 141         | 137         | 160          | 170          | 176          | 170          | 307        |
| 5  | José Miguel Vélez  | A     | 84.28      | 125         | 125         | 130         | 130         | 152          | 160          | 160          | 152          | 282        |
| 6  | Christopher Pavón  | A     | 84.53      | 120         | 125         | 126         | 120         | 151          | 155          | 161          | 155          | 275        |
| 7  | Saumaleato Faʻagu  | A     | 83.37      | 90          | 95          | 100         | 95          | 110          | 115          | 120          | 115          | 210        |
| 8  | Mavrick Faustino   | A     | 79.39      | 80          | 85          | 90          | 90          | 100          | 107          | 110          | 110          | 200        |
| 9  | Irfan Butt         | A     | 84.30      | 81          | 86          | 91          | 91          | 95           | 105          | 108          | 108          | 199        |